# 革命歌

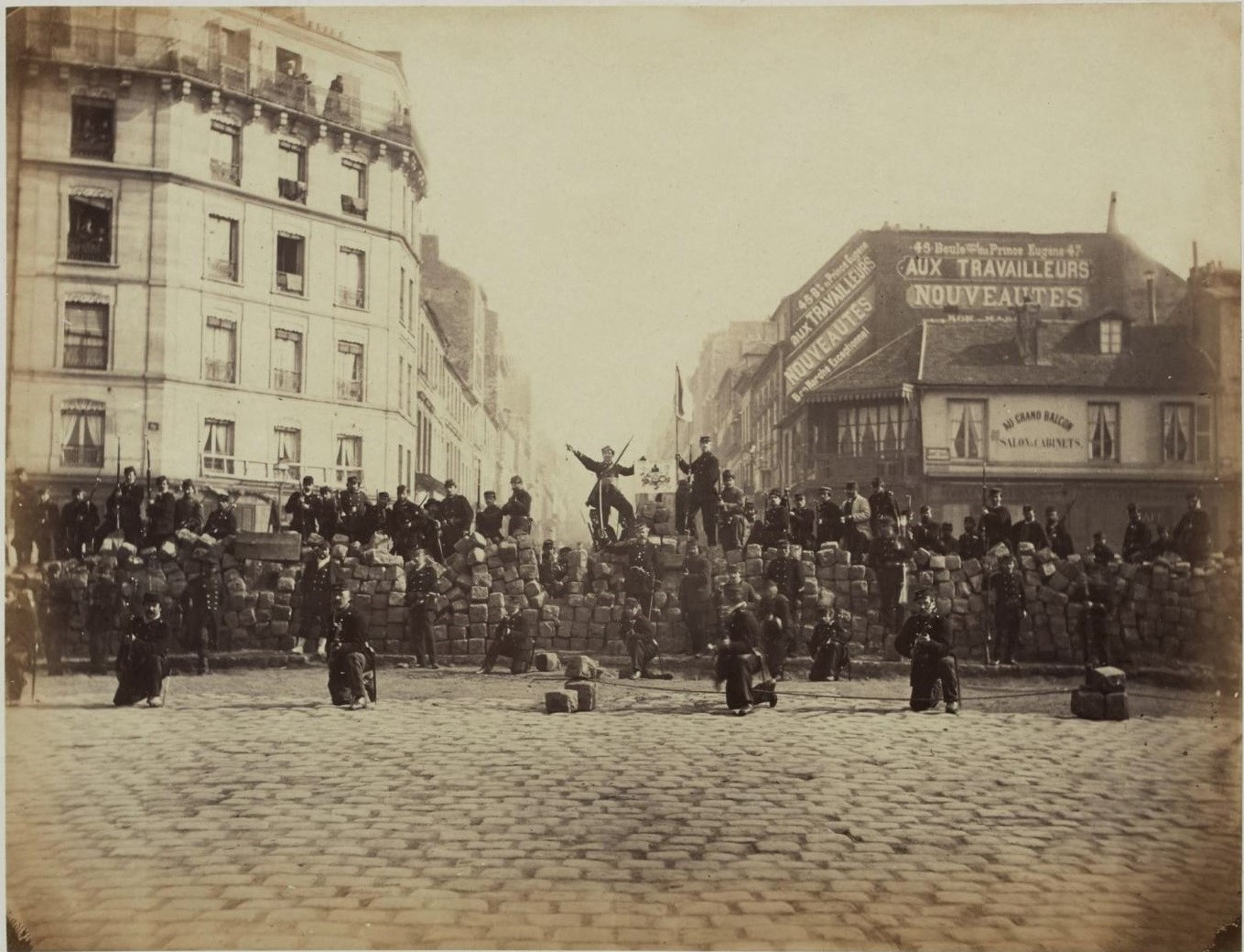
パリ・コミューンによって築かれたバリケード

革命歌（かくめいか）とは、革命の支持、あるいはその賞賛のために作られた極めて政治的な歌である。主に政治的なプロパガンダや政治扇動の場で士気を揚げるために用いられる。世界で有名な革命歌の例としては、『ラ・マルセイエーズ』と『インターナショナル』などがあげられる。

## 概要
革命歌は政治的なプロパガンダの場で重要な役目を担っている。芸術の一つの側面である「人間の意識下へのあるイメージの拡散」、音楽の一つの側面である「流通形態とは別個の、速度ある人間の意識化への浸透」を兼ね備えた楽曲は、より分かりやすさを求め、幼稚園児や小学生にも理解できるほど（西欧では実際に教えている）、シンプルかつ耳に残る、心地よい旋律の融合を試みている。ただし、歌詞は非常に政治的なもので、信用ならない政府を標的にしている。そのため、デモや実際の革命を行う際に、蜂起した団体が一致団結するために使われることが一般的である。その場の中で自然発生的に生まれたものが多いが、作家のベルトルト・ブレヒトによって書かれた『統一戦線の歌』なども存在する。
第二次世界大戦後の西欧における革命歌は、単に子供や青少年らに教える歌としてだけでなく、祝祭の場や公式な場などで歌う場合もあるものへと変化した。

## 詳細：左右が使用
前述したとおり、革命歌は非常に分かりやすく書かれた物である。歌詞は大概は政治的なものだったが、子供でも理解できるほど歌詞を安易にしたものが存在する。子守唄や民謡など、子供に好かれる曲の歌詞を一見しただけではそれと分からないほど巧妙な手口ですげかえたものも存在する。
右派によって利用される可能性もある。映画『Cabaret』（キャバレー）はその好例で、ある青年が自然について書かれた優しげな民謡『Tomorrow Belongs to Me』を歌い始める。しかし、徐々に行進曲風になり、映画の観客が「もしかしてこいつはヒトラーユーゲントの一員？」と認識するころには、ファシストのプロパガンダ用語『Rising Up』に関した歌詞になっているという次第。

## 中国の革命歌
中華人民共和国では、1950～1970年代の、特に文化大革命の時期に、ひとつの文化として定着した。中国でポピュラーな革命歌は、『南泥湾』である。この楽曲は、1941年に中国国民党の攻勢で、当時は僻地だった延安に拠点を置き、自給自足の生活を送ることを余儀なくされた中国共産党を称賛したものである。
後に中国を支配した中国共産党は、この楽曲を中国国内の56の少数民族や各地の軍閥などに対して、統一国家のイメージを定着させる意図で使用した。
『解放区的天』（中国共産党が、日中戦争及び国共内戦の間、自らの賞賛を目的に、中国共産党の描く未来「解放区」を幾分ロマンティックに書いた作品）、『八月桂花遍地開』（四川の紅衛兵が書いた民謡）は、毛沢東時代にもっとも愛唱される曲となった。

## 日本の革命歌
日本の革命歌は、世界各国と比べとりわけ労働歌、反戦歌と混在して認識されることが多い。

## 代表的な革命歌
- メーデー歌（聞け万国の労働者）
- インターナショナル
- ワルシャワ労働歌
- 嗚呼革命（革命歌）
- 赤旗の歌
- ベンセレーモス（チリの革命歌）
- 同志よ固く結べ
- 憎しみの坩堝
- 同志は倒れぬ（コミュニストの葬送行進曲）
- コンミュニストのマルセイエーズ
- 第七旅団の歌